# 오크루즈나야역 (류블린스코드미트롭스카야선)
오크루즈나야 역(러시아어: Окружная)은 모스크바 지하철 류블린스코 드미트롭스카야 선의 역이다. 2018년 3월 22일에 개장했다.

## 역사
오크루즈나야 역은 2018년 3월 22일부터 영업을 시작하였다.

## 디자인
오크루즈나야 역은 중앙 플랫폼 부분에 백사장 느낌을 주는 대리석인 사얀 대리석으로 장식된 것이 특징이다. 바닥은 검은색과 회색 계열의 화강암질이다. 인테리어는 인근 철도 역사인 사뵬롭스키 역을 떠올리게 한다. 원형 모양의 5개 라인으로 천장을 장식함으로써 재구성되었다.
중앙 플랫폼의 반경은 4.4m, 플랫폼 폭은 19.1m이며, 주탑의 폭은 3m이다.

## 환승
오크루즈나야 역에서는 모스크바 중앙 순환선의 오크루즈나야 역과 모스크바 사뵬롭스키 방향 교외 철도의 오크루즈나야 역과 환승이 가능하다.
셰레메티예보 공항 ~ 벨로루스키 역 구간으로 운행되는 아에로 익스프레스(«Аэроэкспресс»)도 중간 정차역으로 이용 가능하다.

## 사진

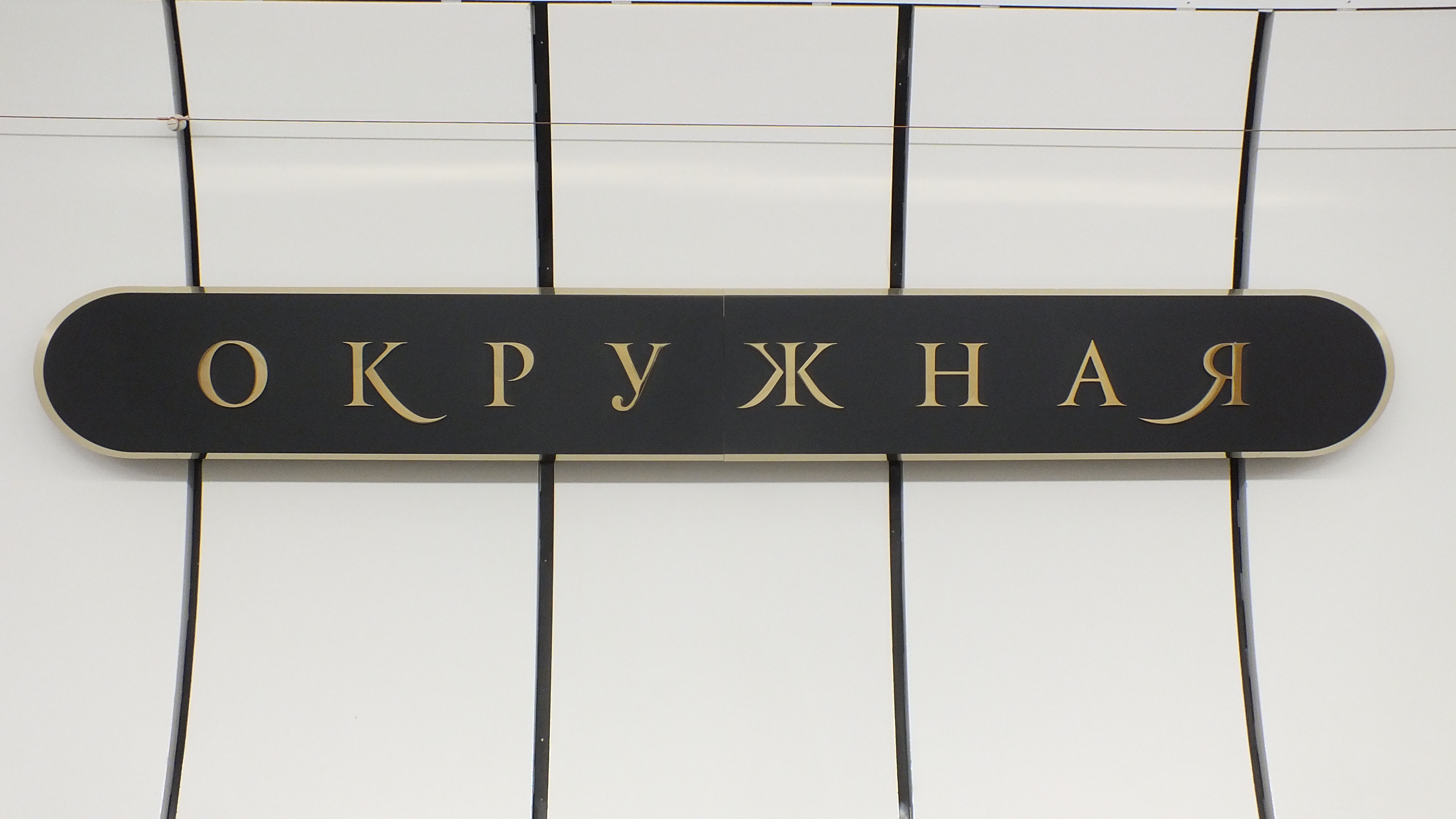
역명판
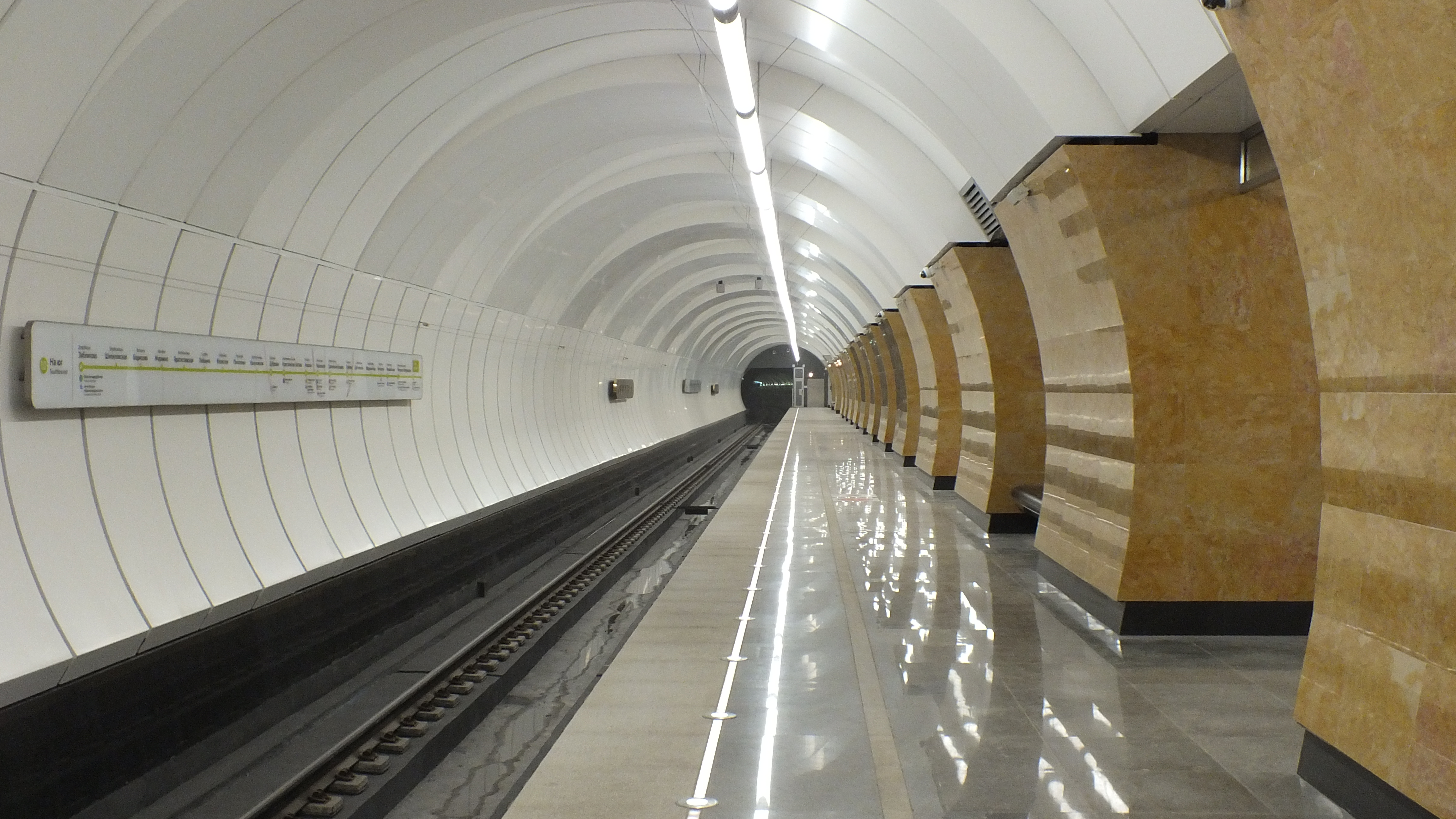
플랫폼 기둥 테마
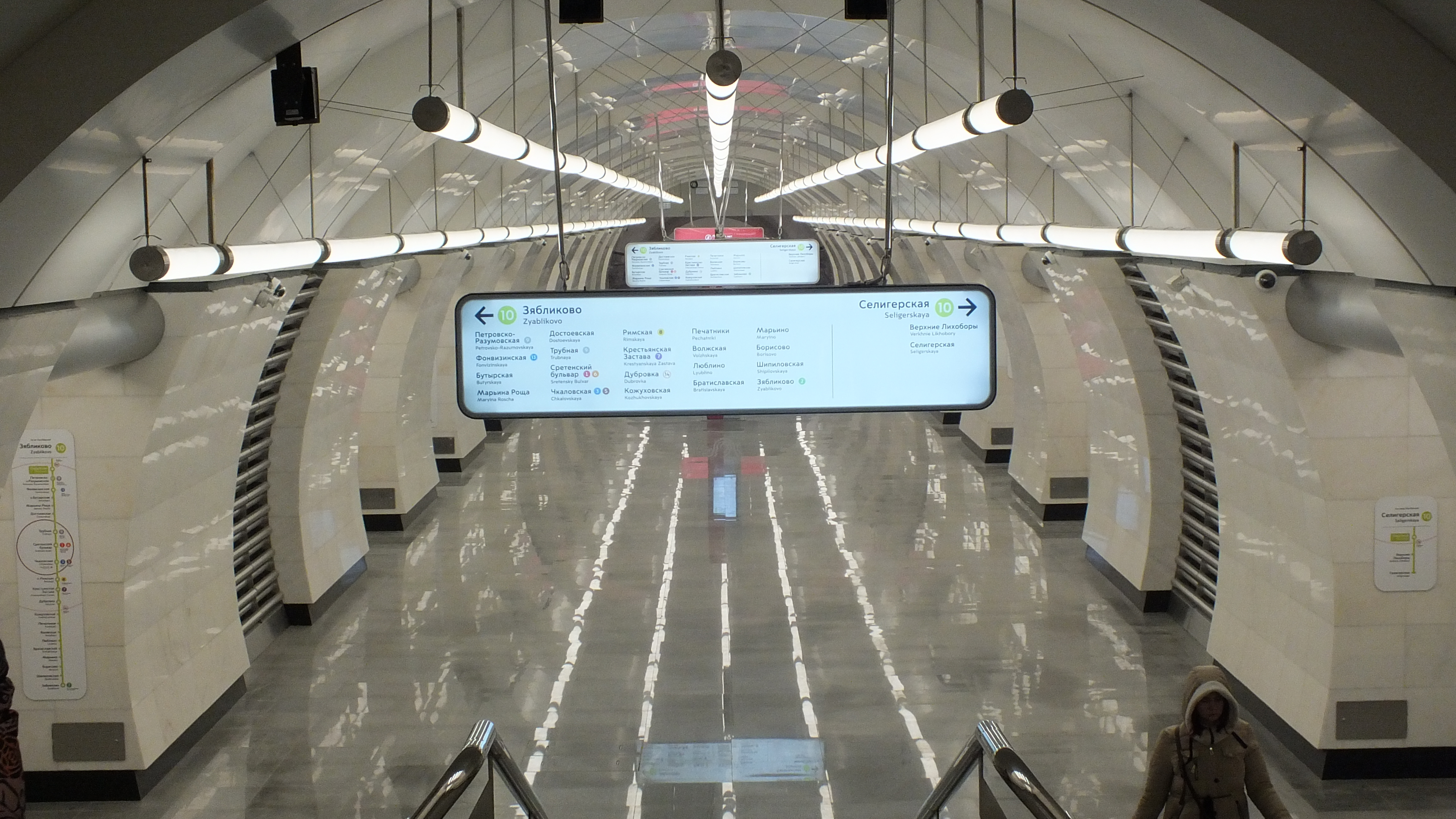
계단과 조명
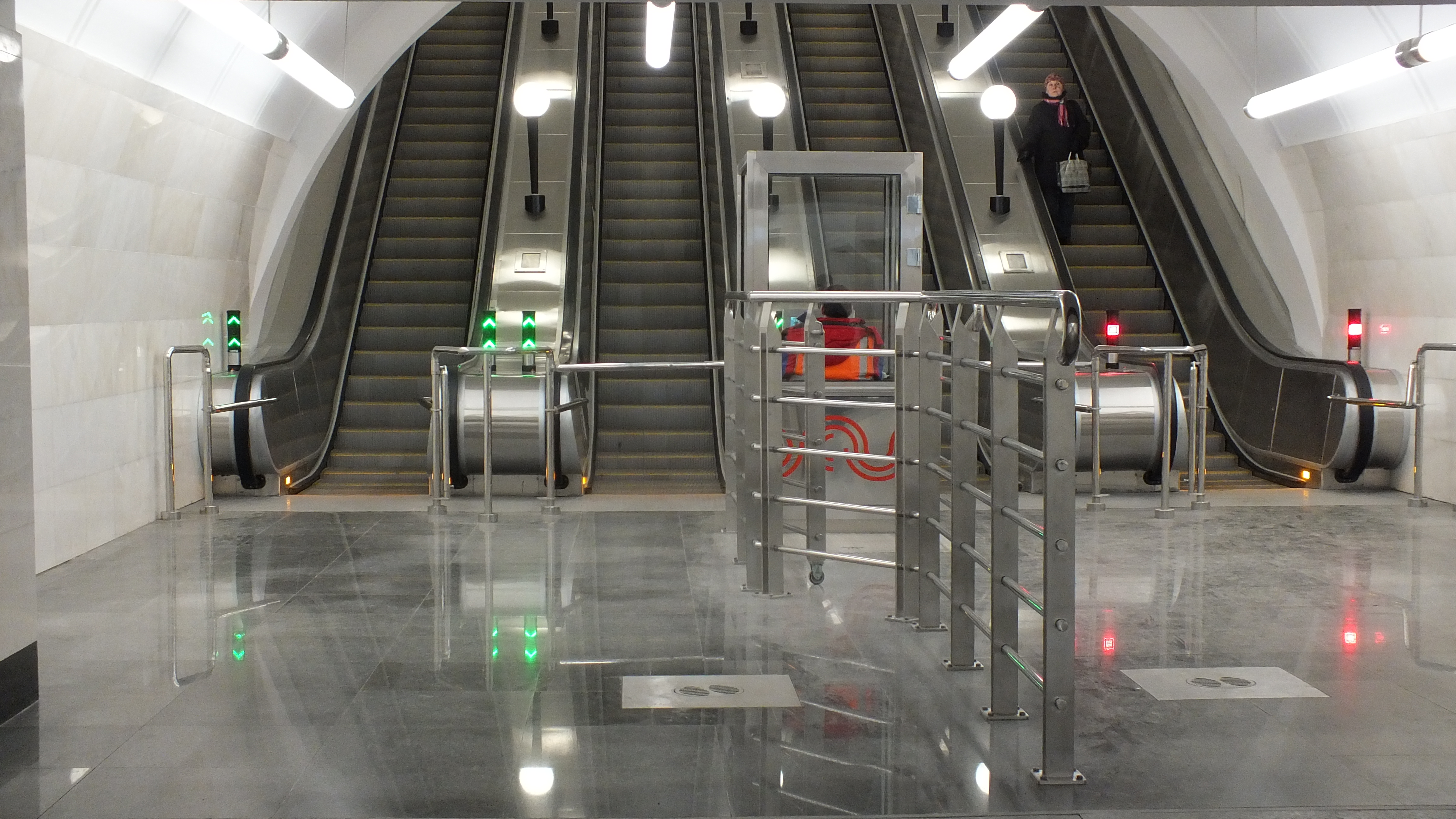
에스컬레이터